# Oteiza
Oteiza u Oteiza de la Solana (Oteitza en euskera) es una villa y un municipio español de la Comunidad Foral de Navarra, situado en la merindad de Estella, en la comarca de Estella Oriental y a 51 km de la capital de la comunidad, Pamplona. Su población en 2024 era de 950 habitantes (INE).

## Toponimia
Antiguamente se habló euskera en este municipio, de ahí su nombre Oteitza que se le relaciona con ote u ota que significa árgoma, brezo, en euskera. Inicialmente adscrita a la zona no vascófona por la Ley Foral 18/1986, en junio de 2017 el Parlamento navarro aprobó el paso de Oteiza a la Zona mixta de Navarra mediante la Ley foral 9/2017.

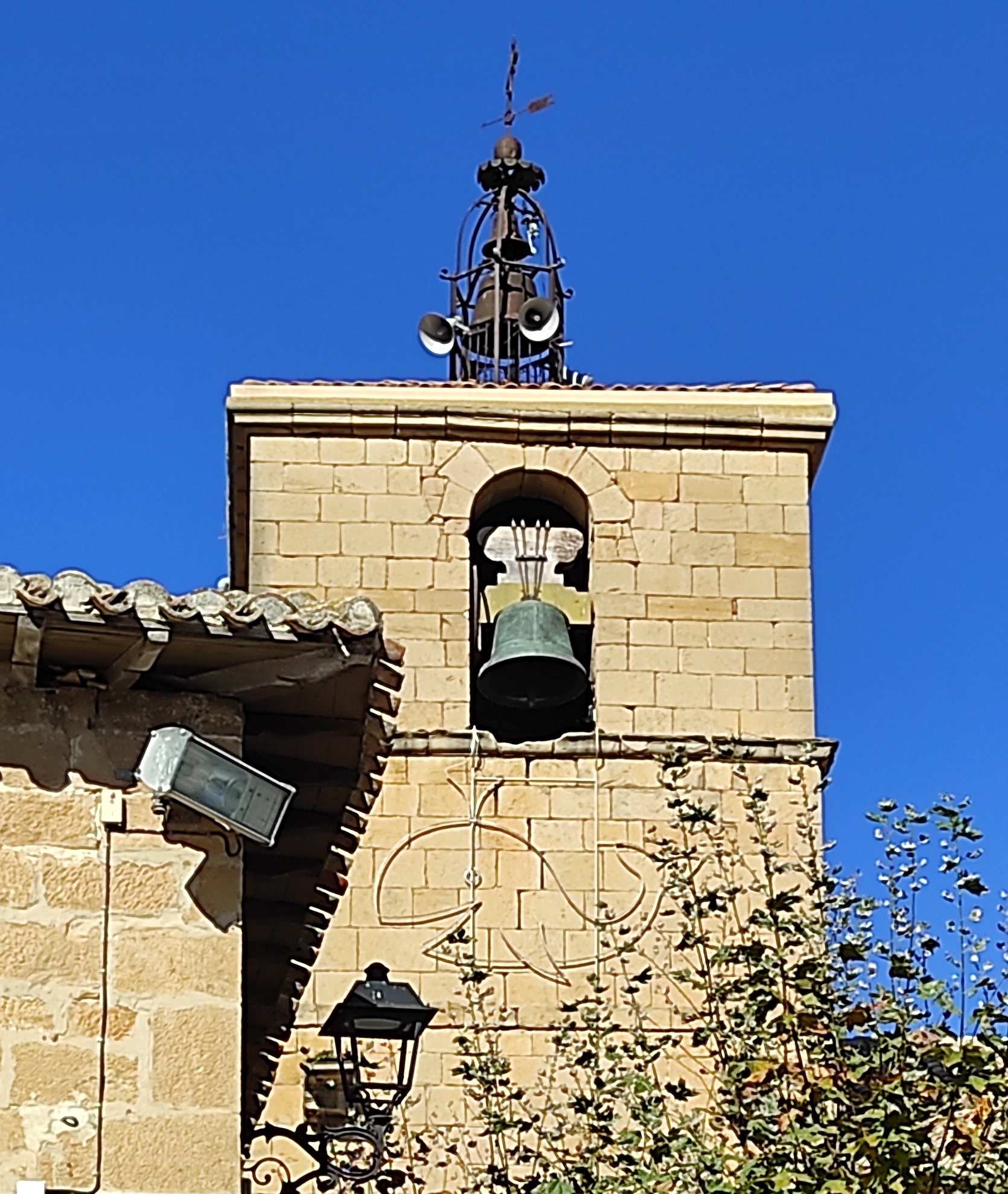
La "ballena" de Oteiza

Su gentilicio es Oteizano, na. Se les atribuye el apodo de 'balleneros' vinculado a la «leyenda de la ballena».

## Geografía
Oteiza se encuentra a 51 km al suroeste de Pamplona y a 10 km al sureste de Estella, sobre una colina a 512 m sobre el nivel del mar. El territorio es llano, y pertenece a la comarca geográfica de La Solana, sobresaliendo una serie de colinas: Santa Bárbara (581 m) al norte, San Bartolomé (520 m) al este y altos de San Marcos (492 y 507 m) al sur.
Su clima y vegetación entrarían dentro del denominado mediterráneo continental, con unos parámetros meteorológicos medios anuales de 12-13 °C de temperatura y entre 400 y 600 mm de lluvias.

### Localidades limítrofes
- De Oteiza hacia el norte: Villatuerta
- De Oteiza hacia el sur: Lerín
- De Oteiza hacia el este: Mendigorría, Larraga, Villatuerta
- De Oteiza hacia el oeste: Allo, Dicastillo, Morentin, Aberin (con los dos primeros y parte del tercero el río Ega le sirve de frontera).

## Historia
En su término se localiza el asentamiento arqueológico de Turtumendia y de Florín. También existe noticia del hallazgo de una serie de inscripciones romanas, uno de cuyos textos hace referencia a bandidos de la zona. De los alrededores de la ermita de San Tirso procede un miliario romano.
El rey Sancho de Peñalén donó en 1074 al monasterio de Irache las rentas de sus mezquinos en el lugar y derechos sobre su iglesia de San Salvador. Dos años más tarde, el abad de Irache recibió en permuta del de San Juan de la Peña una herencia en la villa.
El noble García Almoravid disfrutó de rentas de collazos del lugar hasta que le fueron confiscadas por la Corona tras la guerra de la Navarrería (1276-1278), momento en el que ascendían a 65 sueldos, 13 cahices y medio de trigo y otros tantos de cebada. A su vez, Irache siguió percibiendo en la villa la pecha de sus labradores, con quienes sostuvo un pleito que fue sentenciado en 1315. En ese mismo siglo la claustría de la catedral de Pamplona poseía herencias en su término. El rey Juan II de Aragón enfranqueció en 1456 a sus vecinos de la pecha que debían a la Corona por los servicios prestados en la guerra civil.

Oteiza tenía 458 habitantes en 1786, y 1042 en 1857. Su iglesia parroquial estaba dedicada a San Miguel tras incorporarse en 1736 la consagrada a San Salvador.

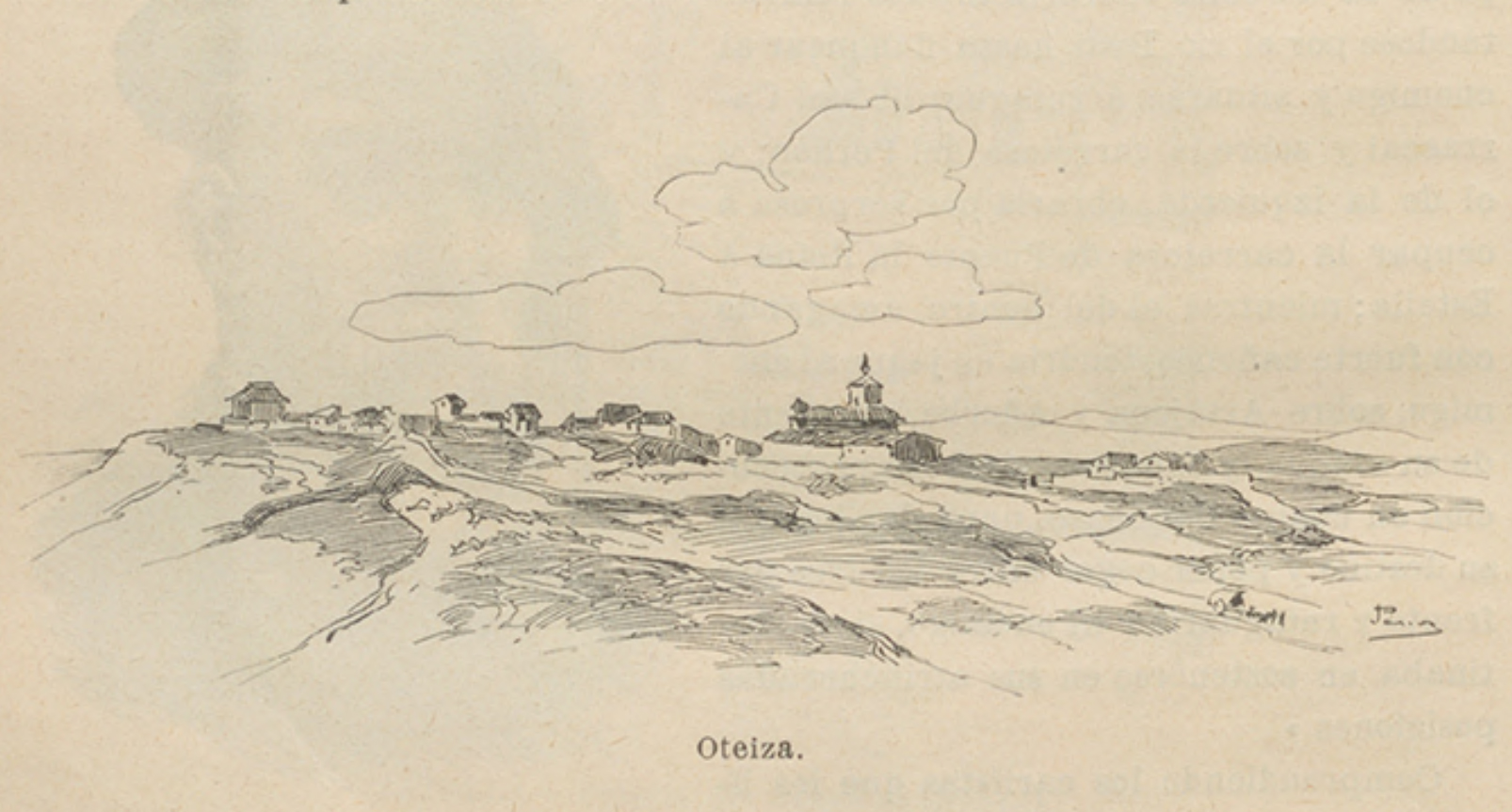
Oteiza en Historia de España en el siglo XIX

En 1921 Oteiza ya figuraba incluida en La Solana, aunque en la Baja Edad Media se la relacionaba dentro de las villas de la Ribera estellesa. Durante la Edad Moderna y hasta 1845 volvió a estar en el valle, pero con su condición peculiar de villa. Ese año pasó a ser municipio de régimen común y poco tiempo después (en 1852) Baigorri pasó a ser jurisdicción de Oteiza.
Tuvo dos parroquias hasta 1736 en que, por amenazar ruina, la del Salvador se agregó a la de San Miguel. En ésta había en 1802 párroco y cuatro beneficiados; el primero era presentado por los vecinos, y los otros cuatro por el párroco o el rey, según el mes en que vacaban.
En 1847 tenía dos escuelas: una de niños, frecuentada por unos 40 y dotada con dos mil reales, y la otra de niñas, a la que solían acudir otras tantas. por aquella época funcionaba en Oteiza un molino harinero. En 1885 se tiene constancia de la existencia de un Hospital en el Barrio de la Plaza, que se mantenía mediante limosnas.
En los años 1920 había en funcionamiento un molino de aceite y Oteiza contaba además con una fábrica de gaseosas.

## Demografía
Oteiza cuenta con una población de 950 habitantes (INE 2024).

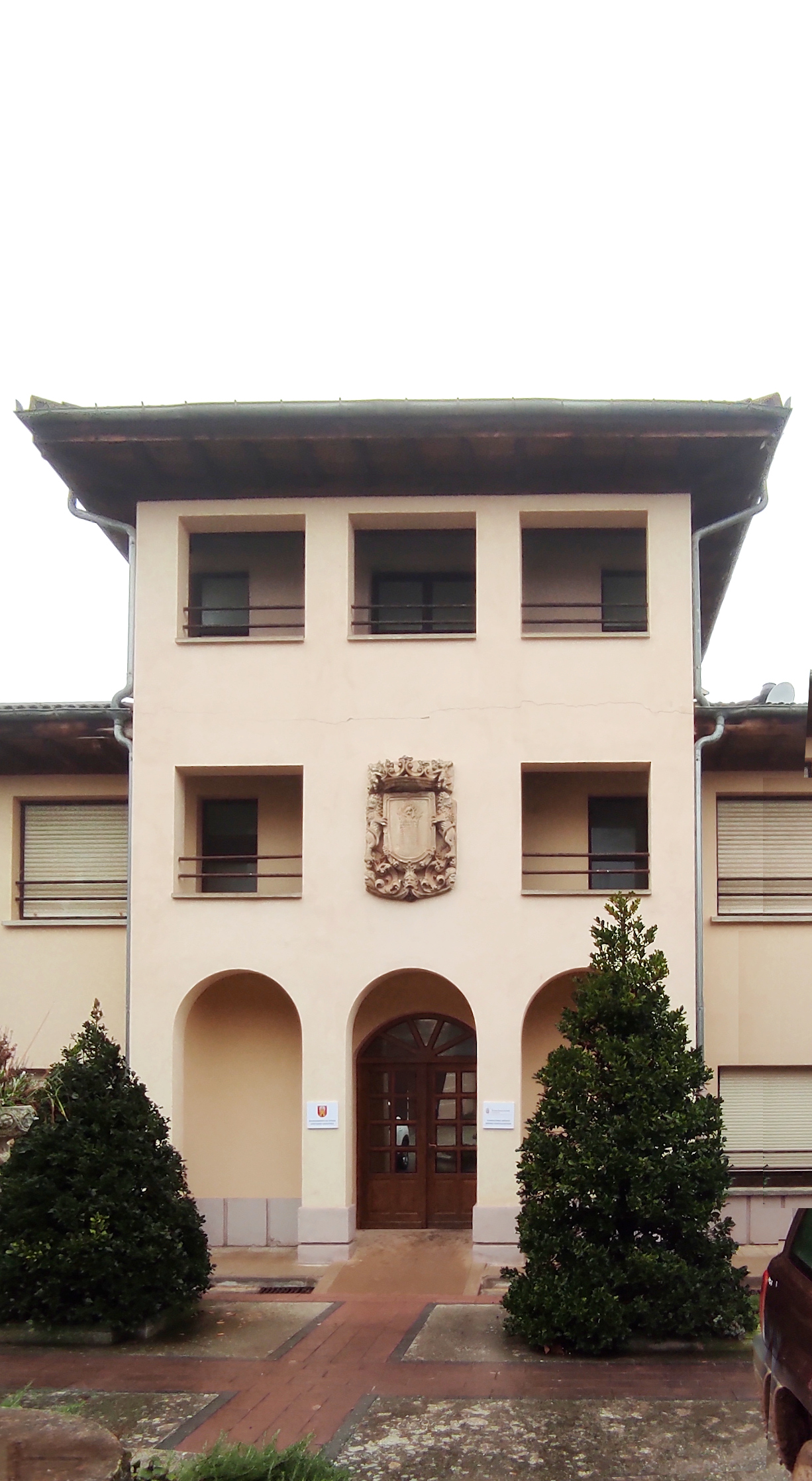
Ayuntamiento de Oteiza de la Solana

| Gráfica de evolución demográfica de Oteiza entre 1842 y 2021                                                        |
| |
| Población de derecho según los censos de población del INE Población de hecho según los censos de población del INE |

## Economía
Se sustenta en el sector primario, siendo una zona de secano.

## Administración y política

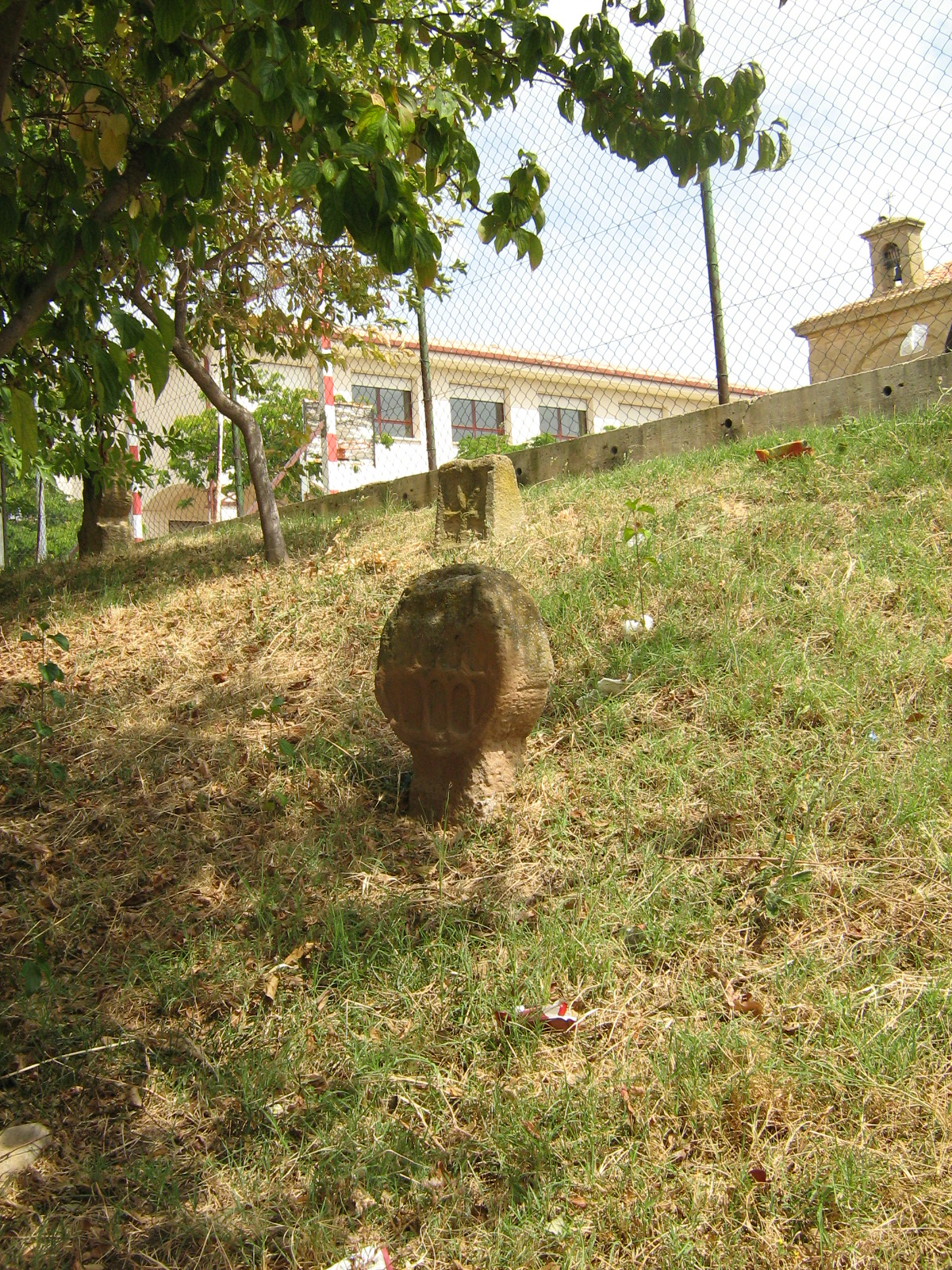
Estelas funerarias junto a la Iglesia y la escuela de Oteiza

La administración política se realiza a través de un ayuntamiento de gestión democrática cuyos componentes se eligen cada cuatro años por sufragio universal desde las primeras elecciones municipales tras la reinstauración de la democracia en España, en 1979. El censo electoral está compuesto por los residentes mayores de 18 años empadronados en el municipio, ya sean de nacionalidad española o de cualquier país miembro de la Unión Europea. Según lo dispuesto en la Ley Orgánica del Régimen Electoral General, que establece el número de concejales elegibles en función de la población del municipio, la corporación municipal está formada por 7 concejales. La sede del Ayuntamiento de Oteiza está en la calle San Miguel, 2 de la localidad.
Elecciones municipales 2011
En las elecciones municipales de 2011, el Partido Socialista de Navarra (PSN-PSOE) consigue 5 concejales y fue elegido como alcalde José Ángel Bermejo Berdonces. La segunda fuerza política del consistorio fue Bildu con 2 concejales.
Elecciones municipales 2015
En las elecciones municipales de 2015, la agrupación independiente Independientes de Oteitza (I.O.) consigue 4 concejales, siendo elegido como alcalde el independiente Tirso Salvatierra Martínez de Eulate. La segunda fuerza política del consistorio fue EH Bildu con 3 concejales. El Partido Socialista de Navarra (PSN-PSOE) pierde todos sus concejales y su representación en el Ayuntamiento. 
| Partido político                                            | 2015  | 2015       | 2011  | 2011       | 2007  | 2007       |
| Partido político                                            | %     | Concejales | %     | Concejales | %     | Concejales |
| Independientes de Oteitza (IO)                              | 50,85 | 4          | —     | —          | —     | —          |
| Partido Socialista de Navarra (PSN-PSOE)                    | —     | —          | 66,98 | 5          | 64,85 | 5          |
| Euskal Herria Bildu (EH Bildu)                              | 44,20 | 3          | 28,94 | 2          | —     | —          |
| Eusko Abertzale Ekintza-Acción Nacionalista Vasca (EAE-ANV) | —     | —          | —     | —          | 32,34 | 2          |

| Mandato   | Nombre del alcalde                   | Partido político                 |
| --------- | ------------------------------------ | -------------------------------- |
| 2003-2007 | Víctor Luis Echeverría Sáenz         | ADIO                             |
| 2007-2011 | José Ángel Bermejo Berdonces         | PSN-PSOE                         |
| 2011-2015 | José Ángel Bermejo Berdonces         | PSN-PSOE                         |
| 2015-     | Tirso Salvatierra Martínez de Eulate | I.O. (Independientes de Oteitza) |

## Monumentos

### Monumentos religiosos
- Iglesia de San Miguel, del origen medieval y románico, se remodeló en el siglo XVI y posteriormente en 1704.
- Iglesia de San Salvador
- Ermita de San Tirso.

## Educación y deportes

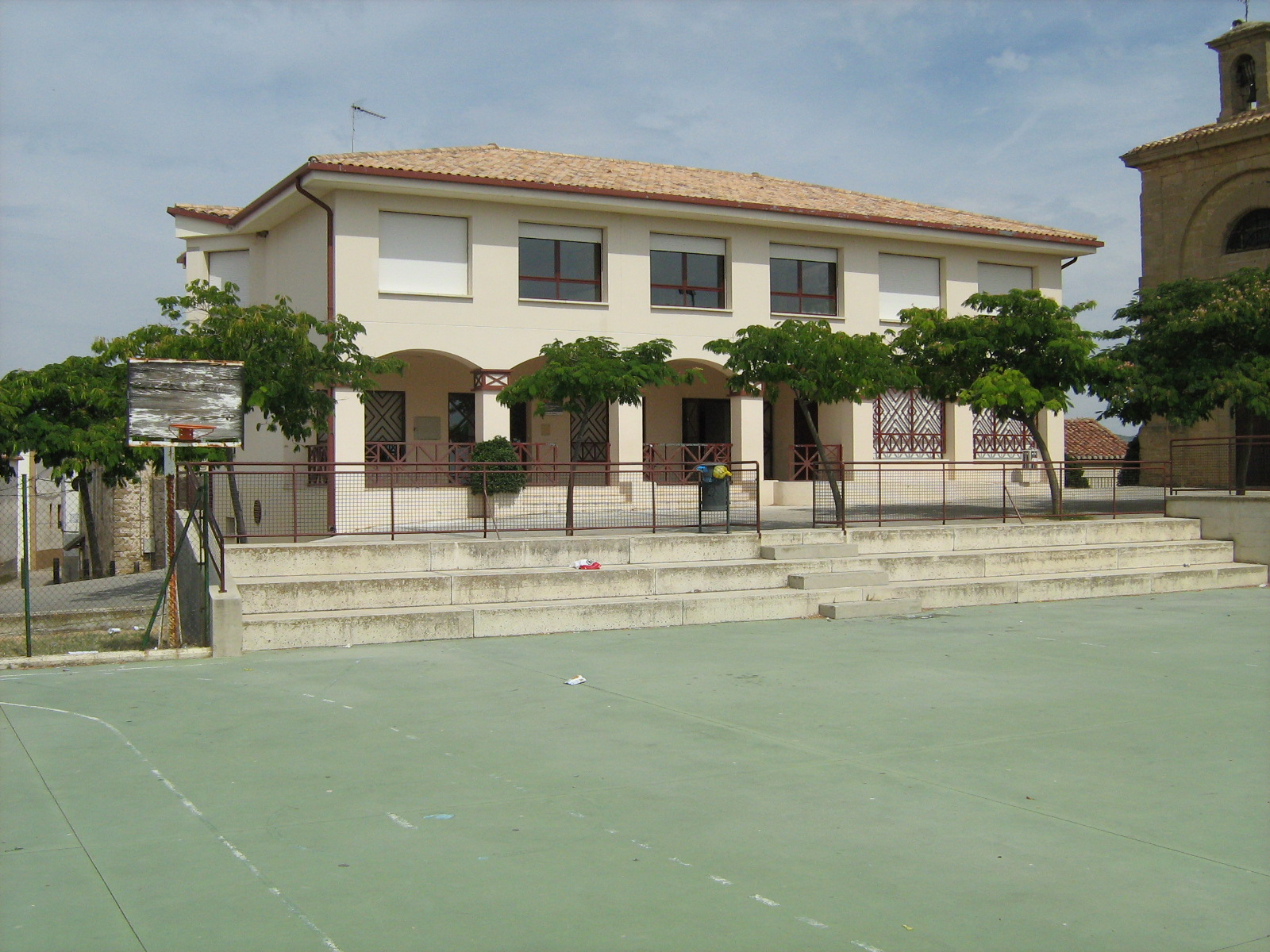
Colegio Público San Salvador, en Oteiza de la Solana

El pueblo dispone de un colegio de educación Infantil y Primaria, el CPIP San Salvador, que imparte dos modelos lingüísticos A (castellano con asignatura en euskera) y G (sólo en castellano). En septiembre de 2009 concluyeron las obras de ampliación de dicho centro educativo .
Además también dispone de servicio de guardería (0-3 años) y comedor escolar.

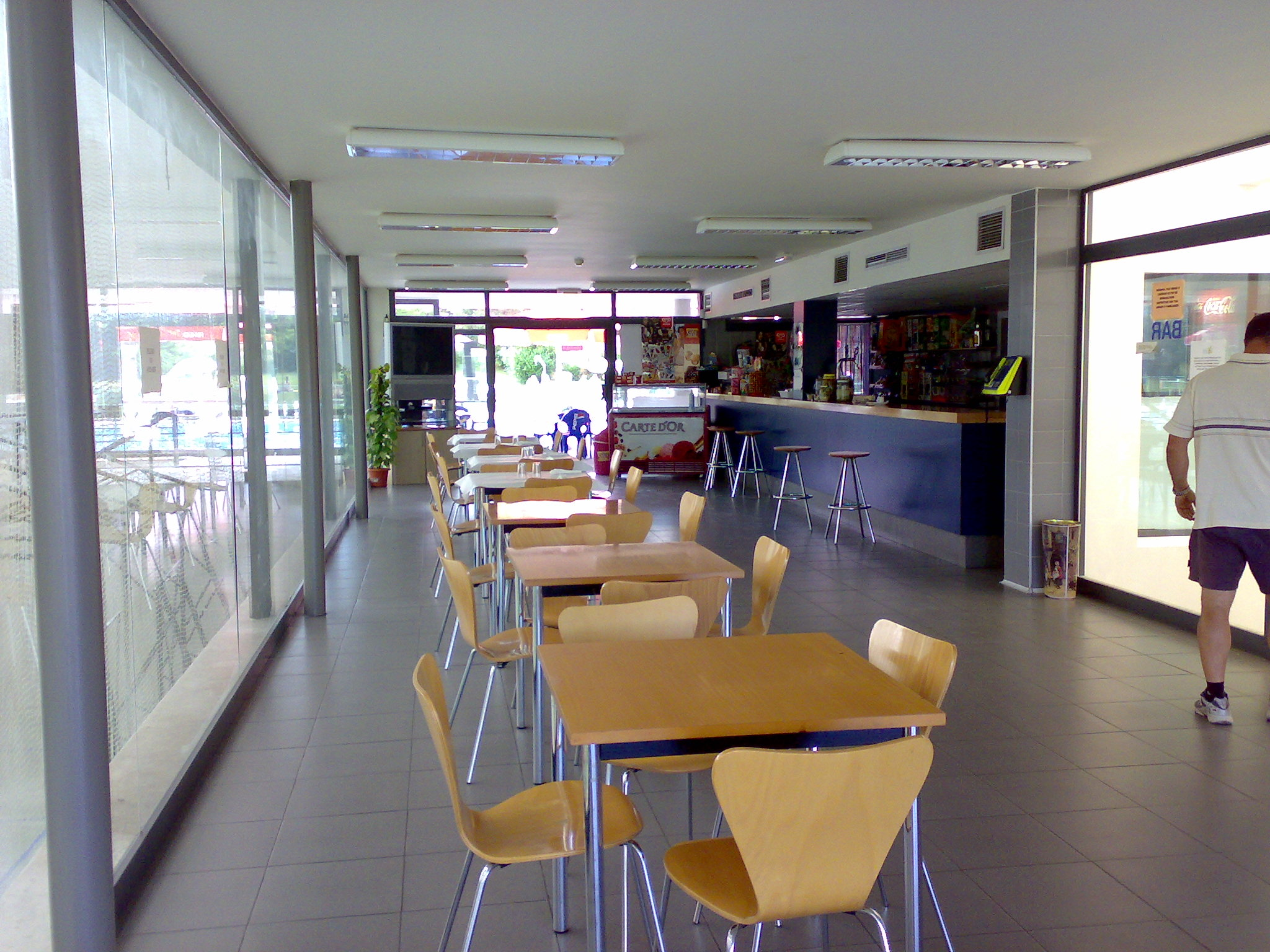
Vista de la cafetería del Polideportivo Iturtxipia

Los alumnos tienen la clase de Educación Física en instalaciones deportivas pertenecen al ayuntamiento (Polideportivo Iturtxipia) que dispone de las siguientes dotaciones:
- 2 piscinas.
- Campo de fútbol de hierba artificial.
- Pista de ciclismo o patinaje.
- Campo de tierra.
- Polideportivo Iturtxipia.
- Frontón con pista multideporte.
- Sala de musculación.
- Sala de baile.
- Saunas.
- Bar-Cafetería.
- Oficinas para los clubes deportivos de Oteiza.

## Deportes

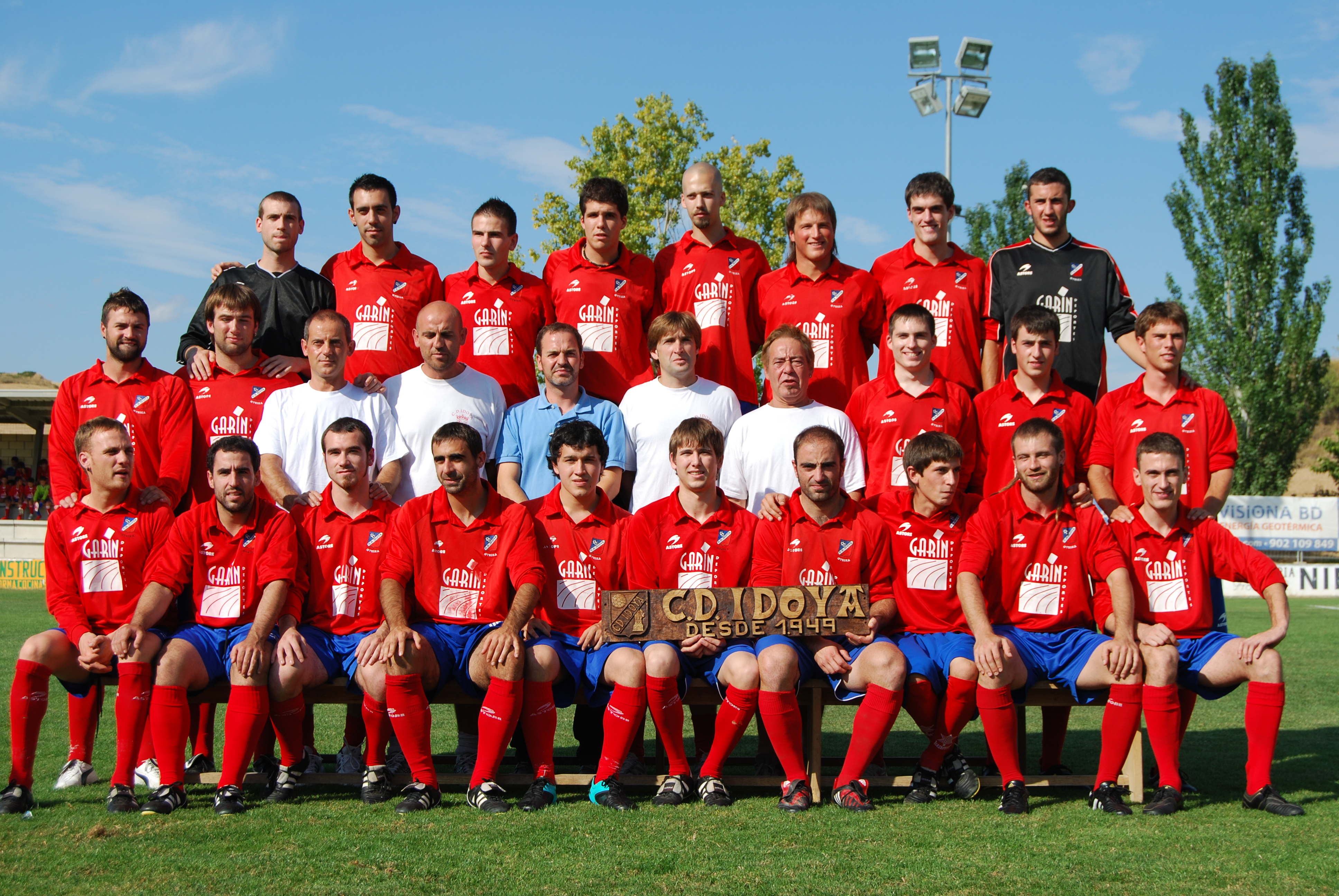
Plantilla C.D. Idoya (Temporada 2010/2011)

El Club Deportivo Idoya es el equipo del pueblo. Fundado en 1947, es un clásico del fútbol regional navarro. Actualmente se encuentra en la Tercera de Navarra. Ascendió por primera vez a la categoría nacional en la temporada 1999/2000. En categoría nacional ha disputado 9 temporadas.

## Fiestas
El 1 de mayo se realiza la tradicional romería a la ermita de San Tirso.
El patrón es San Miguel, y se celebra su festividad a mediados de agosto.

## La leyenda de la ballena

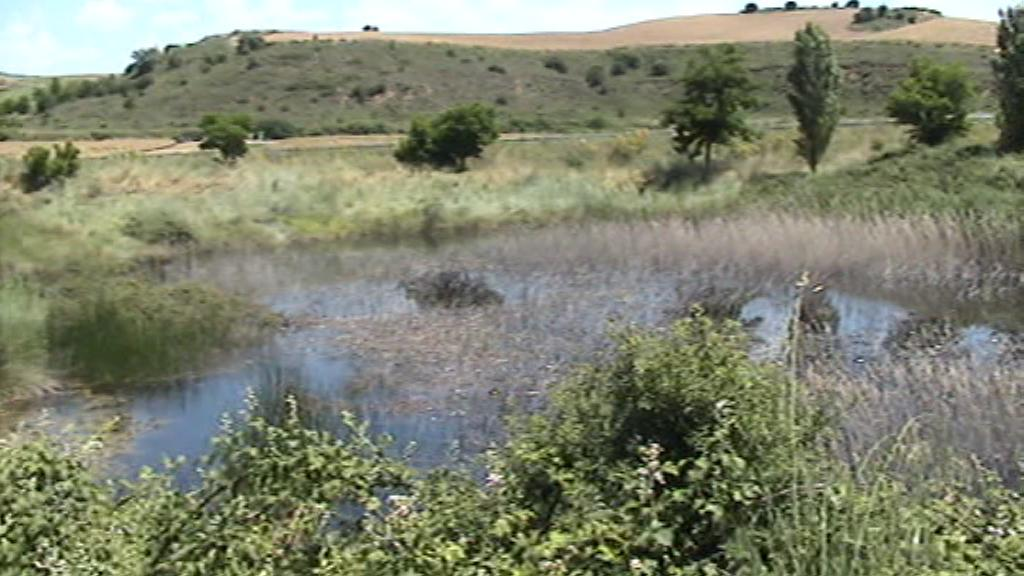
Balsa de Idoia

Hace muchos años en Oteiza de la Solana, había una balsa que se llamaba Idoia. Se situaba a las afueras del pueblo. Cerca había un corral y sus animales iban todos los días a beber agua fresca a la balsa.
Un día, al anochecer, un campesino regresaba hacia su casa después de su jornada de trabajo. Al pasar junto a la balsa divisó en ella algo que se movía y alarmado corrió al pueblo creyendo haber visto una ballena.
Los habitantes del pueblo, muy asustados, corrieron hacia la balsa con escopetas, escobas y todo tipo de armas en mano. Uno se acercó detenidamente a inspeccionar el lugar y comunicó a todos los presentes que no era más que un simple y miserable baste que seguramente pertenecería al dueño del corral. 
Desde entonces es frecuente que a los oteizanos les llamen balleneros.

## Personajes célebres
- Arcadio Mª Larraona Saralegui, claretiano, cardenal y jurista.
- El pelotari Martínez de Eulate aunque nacido en Estella (hospital más cercano) ha vivido su infancia y su juventud en el pueblo, siendo un personaje muy querido  .